# EasyJet
EasyJet (stylizováno jako easyJet) je britský nízkonákladový letecký dopravce, který má sídlo na londýnském letišti Luton. Společnost byla založena v březnu 1995 Steliosem Haji-Ioannou, britským podnikatelem řeckokyperského původu.
V roce 2016 společnost easyJet přepravila 74,5 milionu cestujících, což byl 6% růst oproti roku 2015, byla za Ryanairem 2. největší leteckou společností Evropy podle počtu přepravených pasažérů.

## Historie

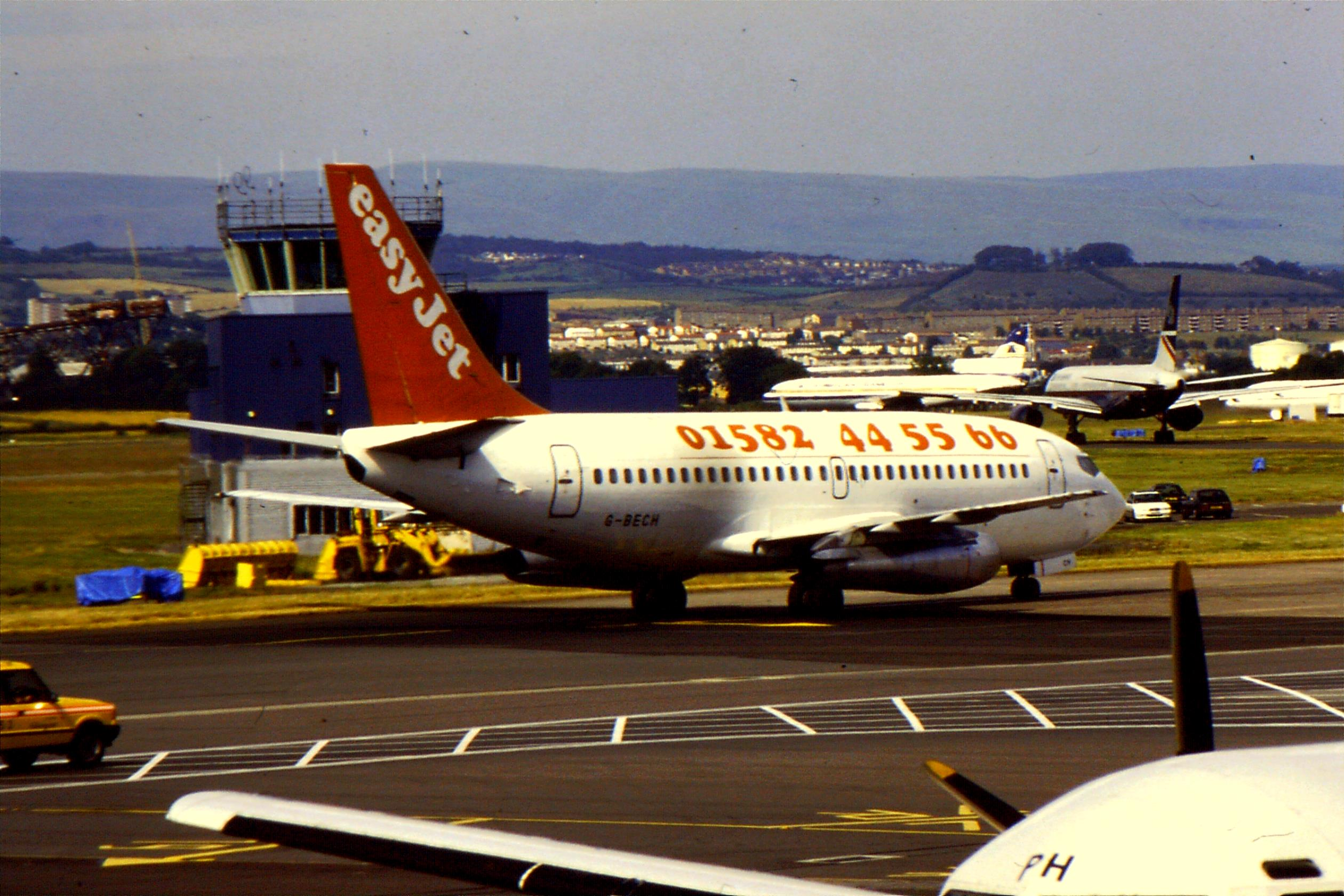
Boeing 737-200 společnosti easyJet v roce 1995 na letišti Glasgow

První pravidelná linka mezi letištěm Londýn-Luton a skotským Glasgow zahájila provoz dne 10. listopadu 1995. Jen 14 dní poté vzlétlo letadlo easyJetu poprvé i na lince Londýn–Luton – Edinburgh. Mezinárodní provoz zahájil easyJet v dubnu 1996, kdy začal z Lutonu létat do Amsterdamu, Barcelony a francouzského Nice. V říjnu 1997 otevřel easyJet svoji druhou základnu v anglickém Liverpoolu.
V březnu 1998 koupil easyJet 40% podíl ve švýcarské charterové společnosti TEA Basel. Ta byla přejmenována na easyJet Switzerland a od 1. dubna 1999 provozuje pravidelné lety jako franšíza easyJetu. V listopadu 2000 easyJet vstoupil na londýnskou burzu.
V červnu 2001 zahájil easyJet provoz z londýnského letiště Gatwick. Toto letiště se postupně stalo nejvýznamnější základnou v celé síti easyJetu.

Dne 16. května 2002 koupil easyJet dominantní podíl v nízkonákladové společnosti Go Fly sídlící na letišti Londýn Stansted a v dubnu 2003 ji plně začlenil do své sítě.

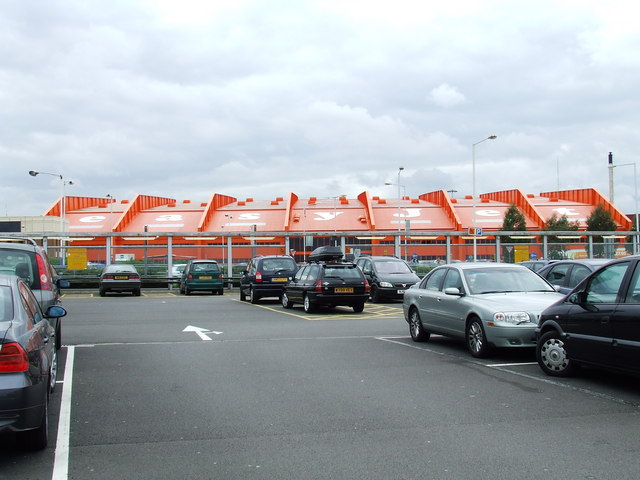
Hangar 89, sídlo EasyJetu na letišti Londýn–Luton

V říjnu 2003 easyJet zahájil provoz prvního letadla Airbus A319. Sté letadlo do své flotily obdržel easyJet v prosinci 2005.
V dubnu 2004 otevřel easyJet základnu na berlínském letišti Schönefeld. Ta se postupně stala největší základnou mimo Británii.
Dne 25. října 2007 dokončil easyJet akvizici letecké společnosti GB Airways. Jejím začleněním do společnosti easyJet výrazně posílil svoji přítomnost na londýnském letišti Gatwick a získal novou základnu v Manchesteru. Mezi destinace easyJetu se tak zařadily i dovolenkové destinace v Egyptě, Turecku či na řeckých ostrovech.
V roce 2008 easyJet expandoval ve Francii – nejprve v únoru otevřel základnu na pařížském letišti Charlese de Gaulla, v dubnu pak otevřel svoji 20. bázi v Lyonu.
V létě 2017 v rámci příprav na odchod Británie z Evropské unie easyJet založil ve Vídni evropskou pobočku easyJet Europe. Ta měla zaměstnávat 4000 zaměstnanců a její flotila měla čítat kolem sta letadel.
Dne 17. srpna 2020 společnost EasyJet ve svém prohlášení potvrdila, že od konce srpna uzavře základny Stansted, Southend a Newcastle ve Spojeném království z důvodu nízké poptávky po letecké dopravě v důsledku pandemie covidu-19.
Dne 10. září 2021 společnost prohlásila, že odmítla nabídku na převzetí od konkurenční společnosti Wizz Air.
Dne 30. září 2021 ztratil Stelios Haji-Ioannou a jeho rodina kontrolu nad společností poté, co nevyužili emisi práv a došlo k jejímu rozředění: jejich podíl činil k 30. září 2021 15,27 %.

## Česko
Do České republiky easyJet pravidelně létá pouze na pražské Letiště Václava Havla. První linka EasyJetu do Prahy byla zavedena dne 31. března 2002 z Bristolu. Ještě starší je linka z Londýna–Stanstedu, ta zahájila provoz již 23. září 1999, avšak pod hlavičkou GB Airways; do sítě easyJetu byla začleněna na jaře 2003.
V roce 2017 easyJet na letech do a z Prahy přepravil rekordních 1,2 milionů cestujících a byl tak 5. dopravcem z hlediska přepravených cestujících na tomto letišti.

### Současné destinace
V dubnu 2017 easyJet létal z Prahy do následujících 11 destinací:
- Amsterdam, letiště Schiphol (od roku 2010)[7]
- Basilej, letiště Basilej
- Belfast, letiště Belfast (od 29. října 2018, předtím 2007–2008)[8]
- Benátky, letiště Marco Polo (od roku 2016)[9]
- Bristol, letiště Bristol (od roku 2002)
- Edinburgh, letiště Edinburgh (od roku 2013)[10]
- Londýn, letiště Gatwick
- Londýn, letiště Southend (od 27. července 2018)[11]
- Londýn, letiště Stansted (od roku 2003)
- Manchester, letiště Manchester (od roku 2013)[10]
- Milán, letiště Malpensa
- Neapol, letiště Neapol (od roku 2016)[12]
- Paříž, letiště Charlese de Gaulla (od roku 2010)[7]

### Bývalé destinace
Destinace, které byly zrušeny (např. pro malou rentabilitu):
- Berlín, letiště Tegel (od 21. dubna 2018[6] do 27. října 2018)
- Doncaster, letiště Doncaster
- Lyon, letiště Saint Exupéry
- East Midlands, letiště East Midlands
- Newcastle, letiště Newcastle
- Řím, letiště Fiumicino (2013–2016)[13]
- Dortmund, letiště Dortmund
- Ženeva, letiště Ženeva (2006–?)[14]

## Flotila

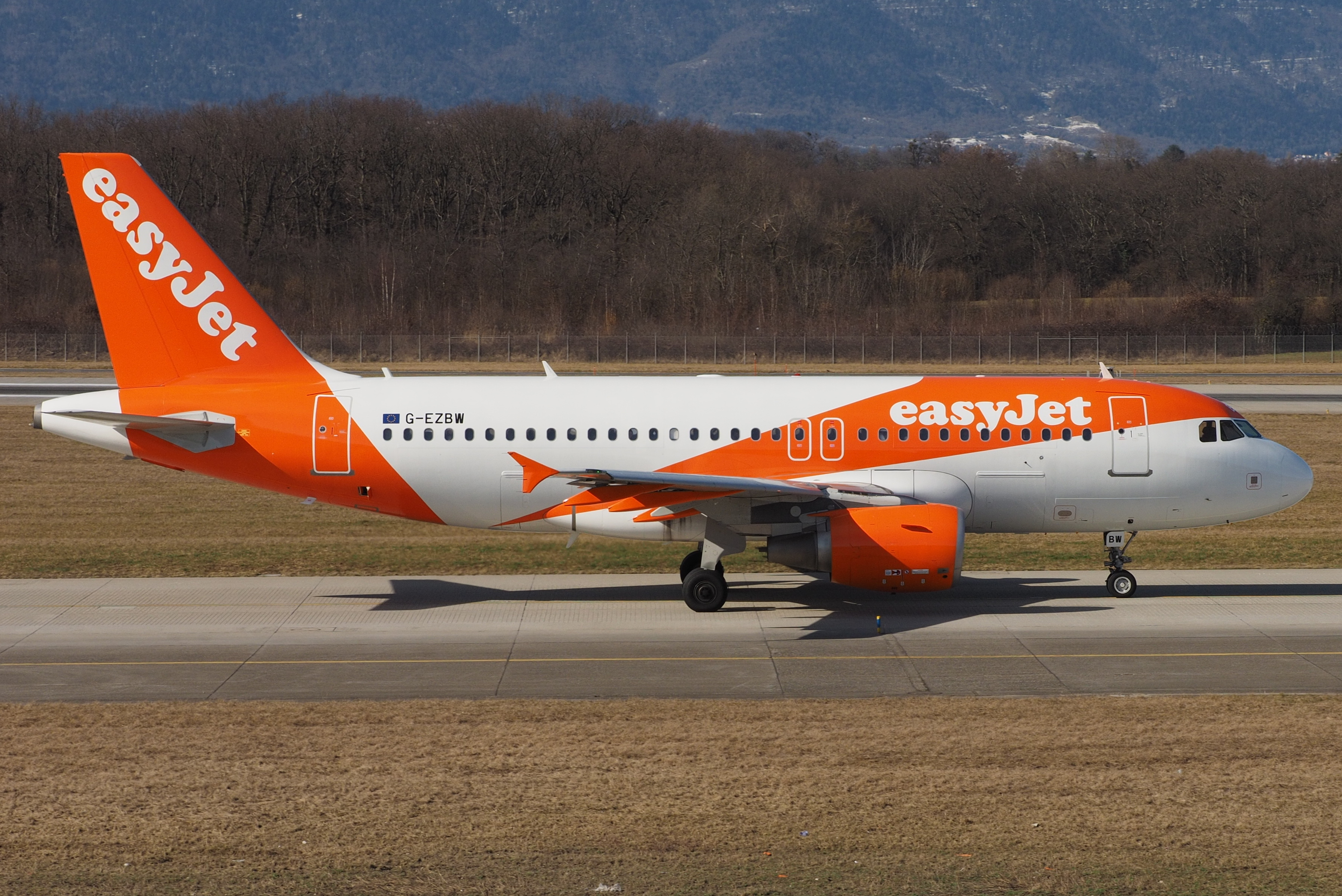
Nové zbarvení letadel EasyJet na typu Airbus A319, 2015

Jako u ostatních nízkonákladových leteckých společností je strategie EasyJetu provozovat co nejméně typů letadel, kvůli menším výdajům při provozu a například školení posádek.

### Současná
Dne 19. března 2017 letecká společnost EasyJet vlastnila následující letadla:
| Letadlo         | Počet | Objednávky | Cestující | Cestující | Poznámky                                                              |
| Letadlo         | Počet | Objednávky | Y         | Celkem    | Poznámky                                                              |
| --------------- | ----- | ---------- | --------- | --------- | --------------------------------------------------------------------- |
| Airbus A319-100 | 132   | —          | 156       | 156       | Největší provozovatel tohoto typu na světě                            |
| Airbus A320-200 | 109   | 27         | 180 186   | 180 186   | Všechny letadla budou do roku 2018 konvertovány na verzi pro 186 lidí |
| Airbus A320neo  | —     | 130        | ?         | ?         | Dodávky mezi roky 2017 až 2022                                        |
| Celkem          | 241   | 157        |           |           |                                                                       |

### Historická

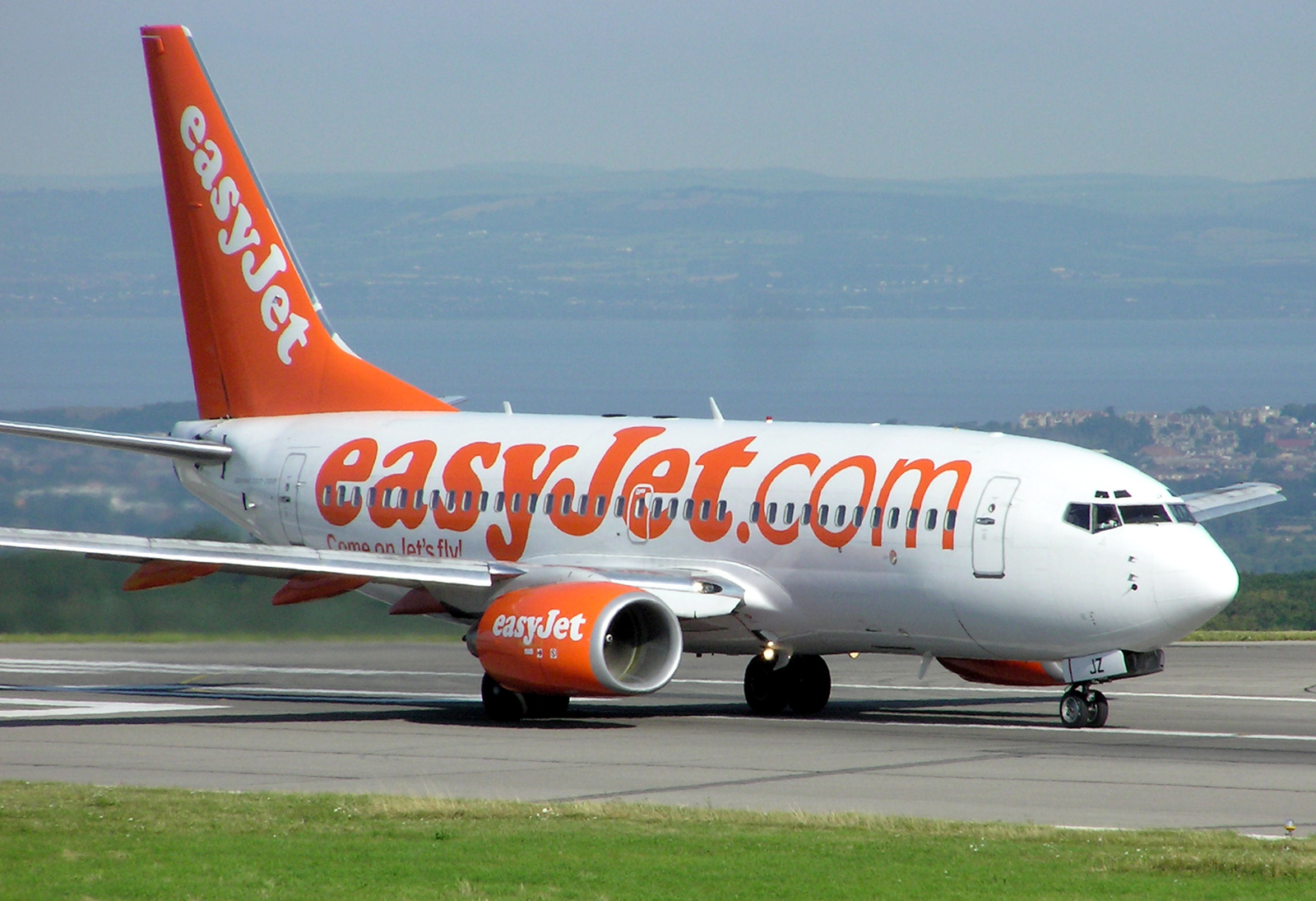
Boeing 737-700, easyJet Boeingy které postupně provozoval, vyřadil, v roce 2012 se ve flotile nacházely pouze Airbusy

V minulosti easyJet provozoval následující typy letadel:
- 8× Airbus A321-200
- 2× Boeing 737-200
- 49× Boeing 737-300
- 33× Boeing 737-700
- 4× Boeing 757-200